# Олівер Зорг
Олівер Зорг (нім. Oliver Sorg, нар. 29 травня 1990, Енген) — німецький футболіст та тренер.
Виступав, зокрема, за клуби «Фрайбург» та «Ганновер 96», а також національну збірну Німеччини.

## Клубна кар'єра
Народився 29 травня 1990 року в місті Енген. Розпочав займатись футболом у клубах «Енген» та «Зінген», а 2006 року потрапив до академії «Фрайбурга». З 2009 року став виступати за резервну команду у Регіональній лізі, в якій провів два з половиною сезони, взявши участь у 69 матчах чемпіонату.

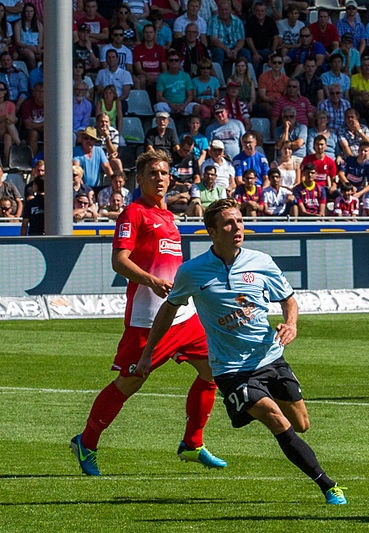
Олівер Зорг (ліворуч) під час виступів за «Фрайбург». 2013 рік.

У січні 2012 року Зорг пройшов зимові збори з першою командою, де добре себе проявив і 21 січня 2012 року дебютував на офіційному рівні в матчі проти «Аугсбурга» (1:0). Через два дні Зорг підписав свій перший професійний контракт із «Фрайбургом». Зорг забив свій перший гол у Бундеслізі в переможному матчі проти клубу «Гоффенхайм 1899» (3:3), зробивши рахунок 1:1 на 13-й хвилині. Загалом за рідну команду провів понад 100 матчів у Бундеслізі і більшість часу, проведеного у складі «Фрайбурга», був основним гравцем команди.
Влітку 2015 року, після вильоту «Фрайбурга» з вищого дивізіону, уклав контракт з клубом «Ганновер 96», у складі якого провів наступні чотири роки своєї кар'єри гравця. Граючи у складі «Ганновера» також здебільшого виходив на поле в основному складі команди.
Протягом 2019—2021 років захищав кольори клубу Другої Бундесліги «Нюрнберг». У першому сезоні Олівер стабільно виходив на поле, але у другому став рідко грати, тому після завершення сезону 2020/21 він домовився з клубом про розірвання контракту.
Влітку 2022 року Зорг став граючим тренером аматорського клубу «Радольфцелль» з Вербандсліги Південного Бадена.

## Виступи за збірні
Протягом 2012—2013 років залучався до складу молодіжної збірної Німеччини, з якою був учасником молодіжного чемпіонату Європи 2013 року в Ізраїлі. На турнірі Зорг зіграв у двох матчах, але німці не вийшли з групи. Всього на молодіжному рівні зіграв у 5 офіційних матчах.
14 травня 2014 року зіграв свій єдиний матч у складі національної збірної Німеччини в товариському матчі проти Польщі (0:0), вийшовши у стартовому складі і на 82 хвилині був замінений на Крістіана Гюнтера.
| Дата      | Місто   | Господарі | Результат | Гості  | Турнір           | Голи | Примітки |
| --------- | ------- | --------- | --------- | ------ | ---------------- | ---- | -------- |
| 13-5-2014 | Гамбург | Німеччина | 0 – 0     | Польща | товариський матч | -    | 82'      |
| Усього    |         | Матчів    | 1         |        | Голів            | 0    |          |